# David Säfwenberg
Carl David Säfwenberg, född den 1 oktober 1896 i Uppsala, död 31 juli 1957 i Carpinteria i USA, var en svensk bandy- och ishockeyspelare. 
David Säfwenberg spelade bandy i IFK Uppsala och senare ishockey mellan 1918 och 1920 i Berliner SC i Tyskland. Till Tyskland hade han kommit i jobbet för Upplandsbanken och han fick där kontakt med ishockeyklubben i Berlin där han kom att bli lagets främste målskytt. Därför var det naturligt att han togs ut i Sveriges första ishockeylandslag i sommarolympiaden 1920 i Antwerpen. Där spelade han sex landskamper för Sverige och gjorde ett mål. Efter OS flyttade David Säfwenberg till USA och hade anställningar i både New York och Chicago innan han blev bankdirektör i Santa Barbara.
David Säfwenberg var en av sex bröder, flera av dem bandyspelare. Mest känd var Sven "Sleven" Säfwenberg.